# Distretto di Abşeron
Il distretto di Abşeron (in azero: Abşeron rayonu) è un distretto (rayon) dell'Azerbaigian con capoluogo Xırdalan. Per fini esclusivamente statistici appartiene alla regione economica di Abşeron.
Il distretto, istituito nel 1963, sebbene abbia lo stesso nome dell'omonima penisola si trova ad ovest di essa e lambisce solo marginalmente il mare; l'etnia prevalente nel territorio distrettuale è quasi esclusivamente azera (96%).
Storia
Il distretto di Absheron è stato fondato nel 1963 dal governo sovietico per assicurare forza lavoro sufficiente, personale professionale altamente istruito e provviste necessarie a imprese e ditte, kolchoz e fattorie collettive, pollame e industrie agricole, centri di costruzione, istituti di ricerca scientifica e laboratori presenti sui territori di Baku e Sumgait. Ci sono molti monumenti storici sul territorio di Absheron. Ad esempio, nel villaggio di Aşağı Güzdək ci sono attrezzi agricoli del XIX secolo. Nel villaggio di Goradile, vi è la moschea Abdurrahman del XIX secolo che fu costruita dall'abitante del villaggio Haji Gurban; le moschee del XVIII secolo a Məmmədli costruite dalla famiglia Garadaglilar, la moschea-madrasa costruita nel XIX secolo da Haji Safarali a Novxani,la moschea di Albattin a Fatmai che risale al XVIII secolo. A parte i monumenti religiosi, ci sono molti monumenti relativi alla vita sociale delle persone negli ultimi secoli. Ad esempio, hamam costruiti nel Medioevo da Haji Kazim nel villaggio di Qobu e un altro costruito da Meshadi Imam Baxish a Xirdalan. Ad Aşağı Güzdək e Xirdalan sono ancora utilizzati antichi pozzi che fornivano acqua alla popolazione che viveva in questo territorio. Sono conservate anche tombe dell'VIII-XVIII secolo: a Fatmai, Digah, Masazir, Hökməli e Saray.

## Geografia antropica
Il distretto è suddiviso in 1 città, 9 comuni (qəsəbə) e 5 villaggi (kənd).

### Città
- Xırdalan

### Comuni
- Ceyranbatan
- Saray
- Mehdiabad
- Digah
- Qobu
- Güzdək
- Hökməli
- Aşağ Güzdək
- Güzdək

### Villaggi
- Masazır
- Fatmayı
- Məmmədli
- Goradil
- Pirəkəşkül
- Novxanı